# Li Zhanshu
Li Zhanshu (chinês: 栗战书, pinyin: Lì Zhànshū; 30 de agosto de 1950) é um político chinês aposentado, tendo ocupado o cargo de presidente do Comitê Permanente do Congresso Nacional do Povo, principal órgão legislativo da República Popular da China. Foi também membro do Comitê Permanente do Politburo do Partido Comunista da China, órgão máximo de decisões do país. Li começou sua carreira política nas regiões rurais de sua província nativa, Hebei, e foi metodicamente subindo na hierarquia do partido, assumindo as posições de secretário do Partido Comunista de Xi'an, governador da província de Heilongjiang, e secretário do Partido na província de Guizhou. Em 2012, foi transferido para tornar-se chefe do Gabinete Geral do Partido Comunista da China. Após o 18º Congresso do Partido, Li tornou-se um dos principais assessores do secretário-geral do Partido, Xi Jinping.

## Início de Carreira
Li nasceu no Condado de Pingshan, Hebei, em 1950. Tornou-se membro do Partido Comunista da China em 1975. Começou sua carreira como um funcionário comum na capital de sua província natal, Shijiazhuang, trabalhando como um trabalhador de escritório para o Bureau Comercial de Shijiazhuang e para o Comitê Partidário em Shijiazhuang. Em 1980, Li estudou na Universidade Normal de Hebei, e após se graduar foi promovido a secretário do Partido do Condado de Wuji (mais ou menos no mesmo período, o chefe do partido do Condado de Zhengding era Xi Jinping, atual secretário-geral do Partido Comunista da China).
Na década seguinte, Li foi progressivamente crescendo em importância na província, chegando aos postos de vice-chefe de Partido e comissário da prefeitura de Shijiazhuang (não se equivale a prefeito), líder da Liga da Juventude Comunista da província, comissário da prefeitura de Chengde, membro do Comitê Permanente do Partido de Hebei e secretário-geral do Comitê do Partido de Hebei.

## Liderança regional
Em 1998, Li foi transferido para a Xianxim para servir no conselho de liderança do partido e tornar-se o líder do Departamento Organizacional da província. Em janeiro de 2002, Li foi nomeado secretário do Partido de Xi'an. Em maio, assumiu simultaneamente o papel de vice-chefe do partido da província de Xianxim. Durante seu mandato em Xi'an, Li ficou conhecido por ter estabelecido a meta de Xi'an se tornar a "melhor cidade do interior do oeste".
Em dezembro de 2003, Li foi nomeado vice-secretário do Partido de Heilongjiang, e assumiu o cargo de vice-governador cerca de um anos depois. Nesse período, observadores externos classificaram Li como um membro da Tuanpai, uma "facção" extraoficial de oficiais com formação e forte relações com a Liga da Juventude Comunista da China. Em 25 de dezembro 2007, o então governador Zhang Zuoji renunciou, assim Li assumiu essa posição em janeiro de 2008. Em agosto de 2010, Li foi nomeado secretário do Partido da província de Guizhou, assumindo seu primeiro papel no topo de uma província. Nesse mesmo período, Li ainda não era um membro integral do Comitê Central; sendo considerado muito raro alguém ocupar o cargo de chefe provincial do partido sem um assento no Comitê Central.

## Gabinete Geral
Em julho de 2012, Li foi transferido para Pequim para servir como vice-diretor executivo do Gabinete Geral do Partido Comunista da China, sendo preparado para substituir Ling Jihua. Ele assumiu o gabinete como diretor do Gabinete Geral dois meses depois. Três meses depois, Li foi também nomeado secretário do Comitê de Trabalho para Órgãos Diretamente Relatando ao Comitê Central (中直工委书记). Considerado uma "estrela em ascensão", Li foi eleito para o Politburo do Partido Comunista da China no 18º Congresso do Partido realizado em novembro de 2012, o que era considerado incomum para um chefe do Gabinete Geral (Ling Jihua, por exemplo, não era membro do Politburo), sinalizando que Li teria influência significativa sob a administração de Xi Jinping. Adicionalmente, como era de costume do chefe do gabinete geral, Li foi também nomeado secretário do Secretariado Central. Em 2013, Li foi também nomeado chefe do Gabinete Geral da recém-formada Comissão de Segurança Nacional.
Li desempenhou um papel importante na facilitação de uma relação robusta entre a China e a Rússia, e é o primeiro chefe de Gabinete Geral na China pós-Mao que tem um papel de importância nas relações externas. Por exemplo, em 2015 Li foi enviado como um "representando especial" de Xi Jinping para se reunir com Vladimir Putin em Moscou. Durante a Parada do Dia da Vitória de 2015 em Moscou, Li foi um membro da delegação chinesa. Li também acompanhou o presidente Xi Jinping em diversas viagens estrangeiras, como sua ida aos Estados Unidos em 2015.
Li, visto como um dos membros mais influentes do círculo íntimo de Xi Jinping, era considerado um candidato "azarão" para o 19º Comitê Permanente do Politburo, o principal órgão decisório da China que assumiu o cargo em 2017.
Li foi um membro suplente do 16º e 17º Comitês Centrais do Partido Comunista da China e um membro integral do 18º Comitê Central.

## Comitê Permanente
Li foi escolhido como membro do 19º Comitê Permanente do Politburo, principal órgão decisório da China , na 1ª Sessão Plenária do 19º Comitê Central do Partido Comunista da China em 25 de outubro de 2017.
Em 17 de março 17 de 2018, Li foi eleito presidente do Comitê Permanente do Congresso Nacional do Povo.
Em 8 de setembro de 2018, Li atuou como representante especial do secretário-geral Xi Jinping em uma visita à República Popular Democrática da Coreia para participar das celebrações do 70º aniversário de fundação do país.
Em novembro de 2020, após a expulsão de 4 legisladores pró-democracia do Conselho Legislativo de Hong Kong, Li defendeu a expulsão, afirmando que a decisão foi "necessária" e "apropriada."

## Família
O tio-avô de Li, Li Zaiwen (栗再温; 1908–1967), serviu como vice-governador da província de Shandong. A filha de Li, Li Qianxin (栗潜心), tem sido noticiada pela mídia chinesa como sendo bastante ativa em Hong Kong, e uma das vice-presidentes da Sociedade Hua Jing, uma organização de jovens que promove a cooperação China continental-Hong Kong.